# Премія Зенера

Медаль Зенера (англ. Zener Prize), є міжнародною нагородою, що дарується в знак визнання наукового прогресу в галузі матеріалознавства і фізики з наголосом на застосування в механічній спектроскопії і внутрішньому терті. Іменована спочатку як ICIFUAS премія (1965—1989), вона була заснована в честь піонерської роботи Кларенса Зінера по непружності (пом. 2 липня 1993). Премія Зінера (відома також як Золота Медаль Зінера) присуджується комітетом премії Зінера на чолі головою Міжнародної Конференції по Внутрішньому Тертю і Механічній Спектроскопії (ICIFMS), раніше Міжнародна Конференція по Внутрішньому Тертю і Ультразвуковому Загасанню (1956—2002).
Премію Зінера може бути присуджено на відзнаку вражаючого індивідуального відкриття або за вагомий внесок до галузі завдяки тривалому об'єму роботи протягом життя. До 2017 року премією Зінера нагороджено до 23 номінантів. Кожний лауреат отримує Золоту Медаль Зінера і диплом. Кожна золота медаль Зінера являє собою диск в 20 карата золотом зі зображенням профілю Зінера.

## Лист Лауреатів премії Зінера
|    | Рік вручення | Лауреати               |           | Країна    | Місце роботи |
| -- | ------------ | ---------------------- | --------- | --------- | --- |
| 1  | 1965         | Werner Otto Köster     | 1896–1989 | Німеччина | Max Planck Institute for Metals Research, Штутгарт (Max Planck Institute for Metals Research, Stuttgart renamed on March 18, 2011, the Max Planck Institute for Intelligent Systems (Інститут інтелектуальних систем імені Макса Планка), Штутгарт.) |
| 2  | 1969         | Warren Perry Mason     | 1900–1986 | США       | Bell Labs, Лабораторія Белла (англ. Bell Laboratories), Мюррей Хілл, Мангеттен, Нью-Джерсі |
| 3  | 1985*        | Clarence Melvin Zener  | 1905–1993 | США       | Чиказький університет, Чикаго (Чикаґо), Іллінойс (1945—1951); Westinghouse Electric (англ. Westinghouse Electric Company), Піттсбург, Пенсільванія (1951—1965); англ. Texas A&M University, Коледж-Стейшен (Техас), Техас (1966—1968); Університет Карнегі-Меллон,* Піттсбург, Пенсільванія (1968—1993) |
| 4  | 1989         | Ting-sui Kê            | 1913–2000 | КНР       | Китайська академія наук, англ. Institute of Solid State Physics (ISSP), Хефей, Аньхой |
| 5  | 1989*        | Arthur Stanley Nowick  | 1923–2010 | США       | Єльський університет, Нью-Гейвен (Коннектикут), Коннектикут (1951—1957); англ. IBM Thomas J. Watson Research Center, Yorktown Heights, Нью-Йорк, Нью-Йорк (штат) (1957—1966); Колумбійський університет,* (Колумбійський університет в місті Нью-Йорк), Нью-Йорк, Нью-Йорк (штат) (1966—2001); Каліфорнійський університет в Ірвайні (англ. University of California at Irvine), Ірвайн, Каліфорнія (2001—2010) |
| 6  | 1993         | Piero Giorgio Bordoni  | 1915–2009 | Італія    | Римський університет ла Сап'єнца (італ. Universita degli studi di Roma La Sapienza), Рим |
| 7  | 1993         | Kurt Lücke             | 1921–2001 | Німеччина | Рейнсько-Вестфальський технічний університет Аахена (нім. Rheinisch-Westfälische Technische Hochschule Aachen, міжнародна назва RWTH Aachen University), Аахен |
| 8  | 1993         | Alfred Seeger          | 1927–2015 | Німеччина | англ. Max Planck Institute for Metals Research (Інститут інтелектуальних систем імені Макса Планка), Штутгарт; Штутгартський університет, Штутгарт |
| 9  | 1993         | Charles Allen Wert     | 1919–2003 | США       | Іллінойський університет в Урбана-Шампейн (англ. University of Illinois at Urbana-Champaign), Урбана (Іллінойс)-Шампейн (округ, Іллінойс), Іллінойс |
| 10 | 1996         | Andrew Vincent Granato | 1926–2015 | США       | Іллінойський університет в Урбана-Шампейн (англ. University of Illinois at Urbana-Champaign), Урбана (Іллінойс)-Шампейн (округ, Іллінойс), Іллінойс |
| 11 | 1999         | Gunther Schoeck        | 1928–2015 | Австрія   | Віденський університет, Відень |
| 12 | 2002         | Willy Benoit           | (1938)    | Швейцарія | Федеральна політехнічна школа Лозанни (фр. École polytechnique fédérale de Lausanne, EPFL), Лозанна |
| 13 | 2002         | Masahiro Koiwa         | (1938)    | Японія    | Кіотський університет, Кіото |
| 14 | 2005         | Rosario Cantelli       | (1940)    | Італія    | Римський університет ла Сап'єнца (італ. Universita degli studi di Roma La Sapienza), Рим |
| 15 | 2005         | Manfred Weller         | 1940–2017 | Німеччина | англ. Max Planck Institute for Metals Research (Інститут інтелектуальних систем імені Макса Планка), Штутгарт |
| 16 | 2008         | Daniel Newson Beshers  | (1928)    | США       | Колумбійський університет, (Колумбійський університет в місті Нью-Йорк), Нью-Йорк, Нью-Йорк (штат) |
| 17 | 2008         | Gaetano Cannelli       | (1936)    | Італія    | University of Calabria (італ. Università della Calabria), Ренде |
| 18 | 2008         | Gilbert Fantozzi       | (1942)    | Франція   | фр. Institut National des Sciences Appliquées de Lyon (INSA Lyon), Ліон-Віллербанн |
| 19 | 2011         | Gérard Gremaud         | (1949)    | Швейцарія | Федеральна політехнічна школа Лозанни (фр. École polytechnique fédérale de Lausanne, EPFL), Лозанна |
| 20 | 2011         | Fabio Massimo Mazzolai | (1934)    | Італія    | University of Perugia (італ. Università degli Studi di Perugia), Перуджа |
| 21 | 2014         | Qing-Ping Kong         | (1930)    | КНР       | Китайська академія наук, англ. Institute of Solid State Physics (ISSP), Хефей, Аньхой |
| 22 | 2014         | Robert Schaller        | (1948)    | Швейцарія | Федеральна політехнічна школа Лозанни (фр. École polytechnique fédérale de Lausanne, EPFL), Лозанна |
| 23 | 2017         | Leszek Bogumił Magalas | (1954)    | Польща    | AGH Університеті Науки і Технології (англ. AGH University of Science and Technology), Краків |

Число в другій шпальті представляє рік отримання лауреатом премії Зінера. Число з астеріском (*) означає, що лауреат отримав нагороду під час його роботи в установі, що має цей астеріск.

Кількість лауреатів: 23 премії; 20 лауреатів Золотої Медалі Зінера.

## Перелік країн по номеру здобувача премії Зінера
| Ранг | Країна    | Кількість лауреатів | Лауреати                                                                   |
| ---- | --------- | ------------------- | -------------------------------------------------------------------------- |
| 1    | США       | 6                   | W.P. Mason, C.M. Zener, A.S. Nowick, C.A. Wert, A.V. Granato, D.N. Beshers |
| 2    | Німеччина | 4                   | W. Köster, K. Lücke, A. Seeger, M. Weller                                  |
| 2    | Італія    | 4                   | P.G. Bordoni, R. Cantelli, G. Cannelli, F.M. Mazzolai                      |
| 3    | Швейцарія | 3                   | W. Benoit, G. Gremaud, R. Schaller                                         |
| 4    | КНР       | 2                   | T.S. Kê, Q.P. Kong                                                         |
| 5    | Австрія   | 1                   | G. Schoeck                                                                 |
| 5    | Франція   | 1                   | G. Fantozzi                                                                |
| 5    | Японія    | 1                   | M. Koiwa                                                                   |
| 5    | Польща    | 1                   | L.B. Magalas                                                               |

Країни перелічено у регресній послідовності згідно з кількістю лауреатів.

## Алфавітний список лауреатів
- Benoit W. (2002), Beshers D.N. (2008), Bordoni P.G. (1993)
- Cannelli G. (2008), Cantelli R. (2005)
- Fantozzi G. (2008)
- Granato A.V. (1996), Gremaud G. (2011)
- Kê T.S. (1989), Koiwa M. (2002), Kong Q.P. (2014), Köster W. (1965)
- Lücke K. (1993)
- Magalas L.B. (2017), Mason W.P. (1969), Mazzolai F.M. (2011)
- Nowick A.S. (1989)
- Schaller R. (2014), Schoeck G. (1999), Seeger A. (1993)
- Weller M. (2005), Wert C.A. (1993)
- Zener C.M. (1985).